# Roz-Landrieux
Pour les articles homonymes, voir Roz et Landrieux.
Roz-Landrieux est une commune française située dans le département d'Ille-et-Vilaine en région Bretagne, peuplée de 1 376 habitants.

## Géographie
| Lillemer | La Fresnais   | Mont-Dol        |
|          | Roz-Landrieux | Dol-de-Bretagne |
| Plerguer |               | Baguer-Morvan   |

### Hydrographie
Pour un article plus général, voir Réseau hydrographique d'Ille-et-Vilaine.
La commune est située dans le bassin Loire-Bretagne. Elle est drainée par le Biez Jean, le biez de Cardequin, le biez de tontjas, le ruisseau de la Hirlais et le biez d'atrel,,.
Le Biez Jean, d'une longueur de 30 km, prend sa source dans la commune de Lourmais et se jette  dans la baie du Mont-Saint-Michel en limite de Saint-Benoît-des-Ondes et de Hirel. 

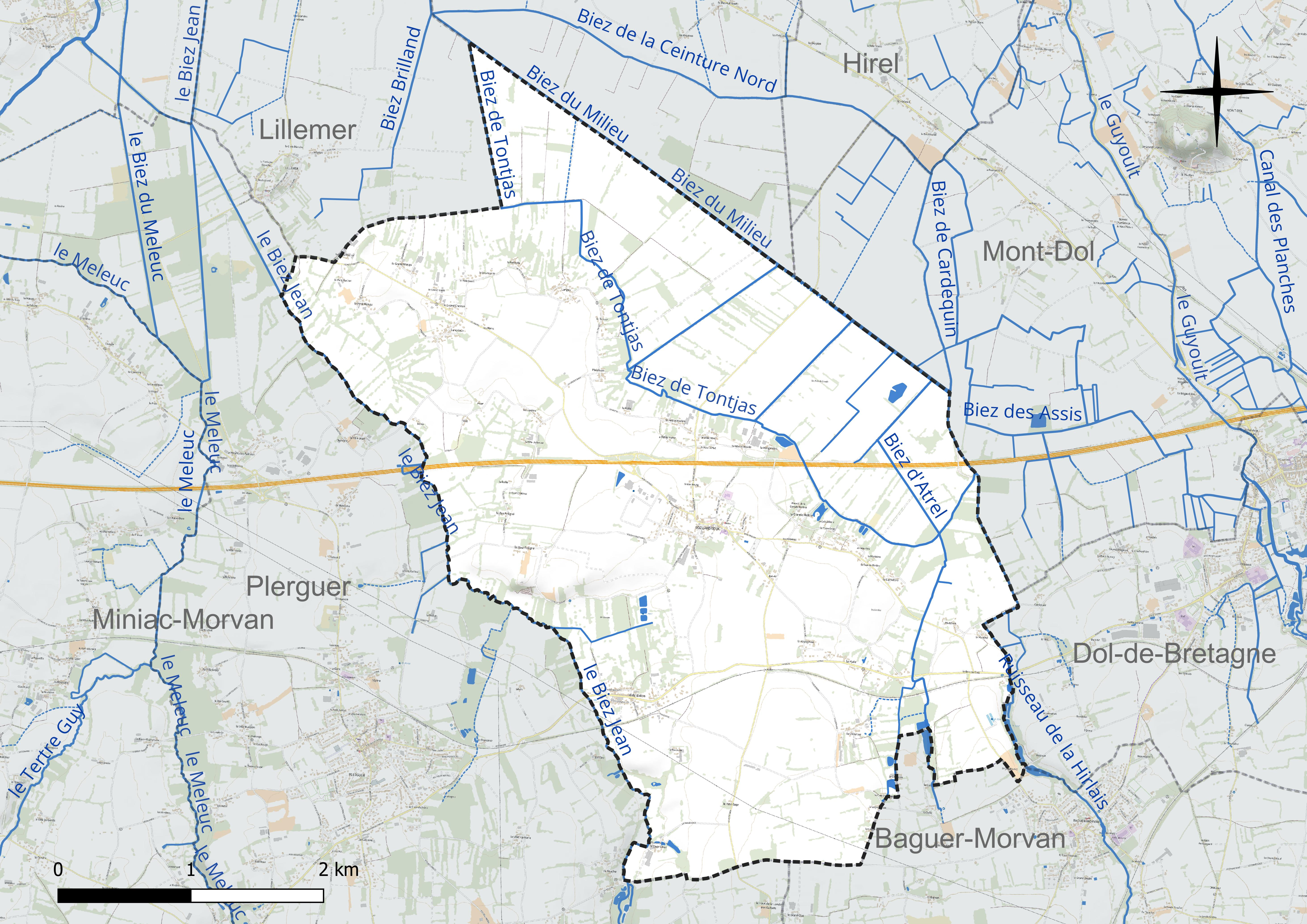
Réseau hydrographique de Roz-Landrieux.

### Climat
Pour des articles plus généraux, voir Climat de la Bretagne et Climat d'Ille-et-Vilaine.
En 2010, le climat de la commune est de type climat océanique franc, selon une étude du CNRS s'appuyant sur une série de données couvrant la période 1971-2000. En 2020, Météo-France publie une typologie des climats de la France métropolitaine dans laquelle la commune est exposée à un climat océanique et est dans la région climatique  Bretagne orientale et méridionale, Pays nantais, Vendée, caractérisée par une faible pluviométrie en été et une bonne insolation. Parallèlement l'observatoire de l'environnement en Bretagne publie en 2020 un zonage climatique de la région Bretagne, s'appuyant sur des données de Météo-France de 2009. La commune est, selon ce zonage, dans la zone « Intérieur », exposée à un climat médian, à dominante océanique.  
Pour la période 1971-2000, la température annuelle moyenne est de 11,5 °C, avec une amplitude thermique annuelle de 12 °C. Le cumul annuel moyen de précipitations est de 685 mm, avec 12,3 jours de précipitations en janvier et 6,6 jours en juillet. Pour la période 1991-2020, la température moyenne annuelle observée sur la station météorologique la plus proche, située sur la commune de Pleurtuit à 18 km à vol d'oiseau, est de 11,9 °C et le cumul annuel moyen de précipitations est de 752,0 mm,. Pour l'avenir, les paramètres climatiques de la commune estimés pour 2050 selon différents scénarios d'émission de gaz à effet de serre sont consultables sur un site dédié publié par Météo-France en novembre 2022.

## Urbanisme

### Typologie
Au 1er janvier 2024, Roz-Landrieux est catégorisée commune rurale à habitat dispersé, selon la nouvelle grille communale de densité à sept niveaux définie par l'Insee en 2022.
Elle est située hors unité urbaine. Par ailleurs la commune fait partie de l'aire d'attraction de Saint-Malo, dont elle est une commune de la couronne,. Cette aire, qui regroupe 35 communes, est catégorisée dans les aires de 50 000 à moins de 200 000 habitants,.

### Occupation des sols
L'occupation des sols de la commune, telle qu'elle ressort de la base de données européenne d'occupation biophysique des sols Corine Land Cover (CLC), est marquée par l'importance des territoires agricoles (96,5 % en 2018), une proportion sensiblement équivalente à celle de 1990 (96,9 %). La répartition détaillée en 2018 est la suivante :
prairies (47,6 %), terres arables (35,5 %), zones agricoles hétérogènes (13,4 %), zones urbanisées (3,5 %). L'évolution de l'occupation des sols de la commune et de ses infrastructures peut être observée sur les différentes représentations cartographiques du territoire : la carte de Cassini (XVIIIe siècle), la carte d'état-major (1820-1866) et les cartes ou photos aériennes de l'IGN pour la période actuelle (1950 à aujourd'hui).

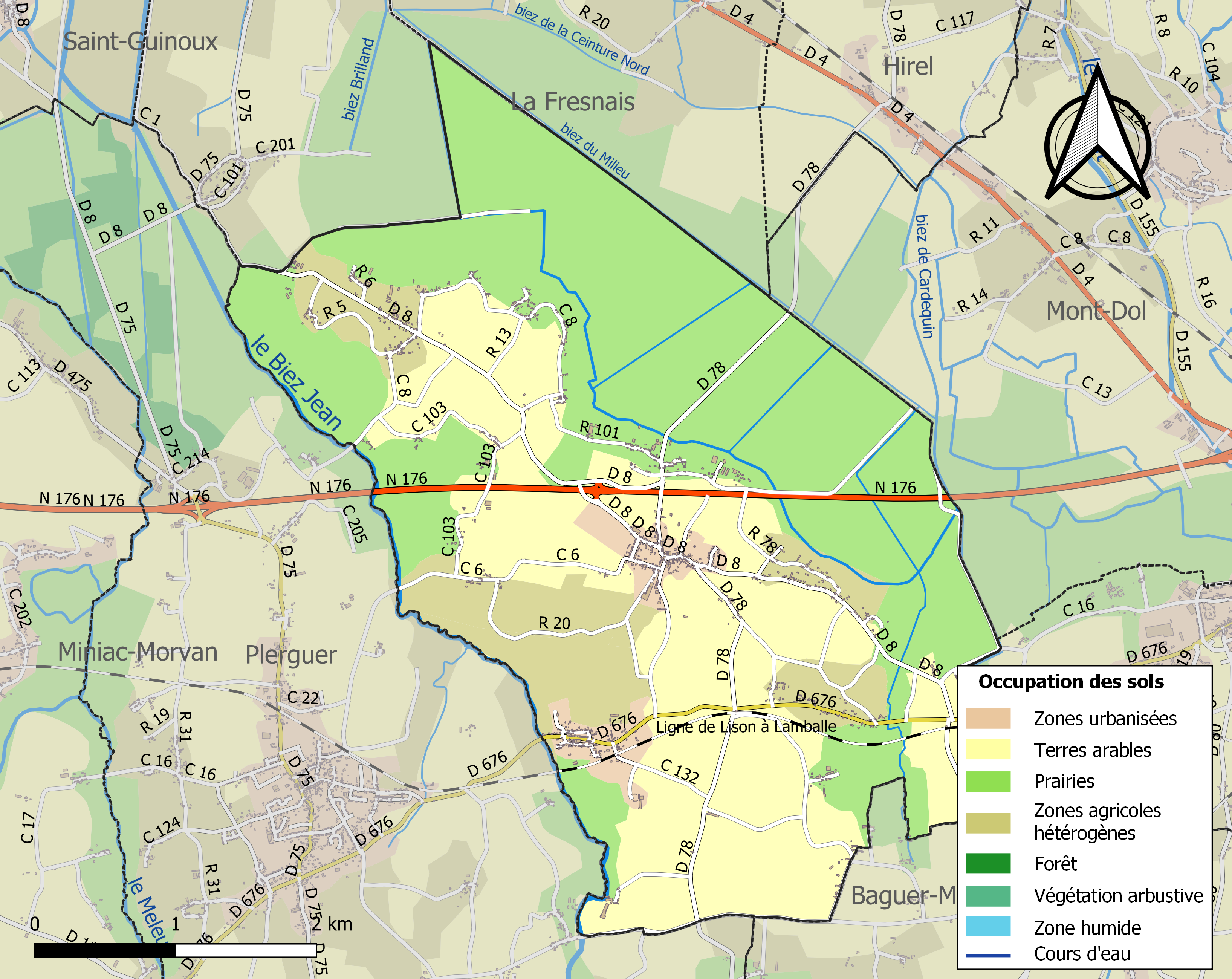
Carte des infrastructures et de l'occupation des sols de la commune en 2018 (CLC).

## Toponymie
Le nom de la localité est attesté sous les formes Raus au VIIIe siècle, Roz en 1067, Ros en 1181 et 1199, Ros Landioc en 1200, Ros en 1300,,.
L'attestation la plus ancienne, Raus laisse penser au vieux bas francique *raus(a), à l'origine de l'ancien français ros, dont le diminutif rosel a donné roseau,. Cette interprétation concorde avec les données qui ressortent de L'enquête ordonnée par Henri II en 1181, analysée par J. Allenou : « [...] les gens du marais de Dol distinguent principalement le terrain, la bruyère et la rosière. [...] Aux limites de Plerguer et de Miniac-Morvan, du côté de Châteauneuf et de Saint-Guinoux, c'est la roselière ». Dans le texte rédigé en latin médiéval, la roselière est désignée par le terme roseta. Ce qui ne veut pas dire que le toponyme y fasse nécessairement référence. En outre, roseta a donné l'ancien français rosai, rosei qui avait précisément le sens de « roselière » (cf. Rosay, Rosoy) et il est curieux de constater l'absence de ce suffixe -etu / -eta à valeur collective dans un toponyme, alors même qu'il n'y a pas d'article défini.
C'est pourquoi il peut y avoir eu une confusion avec l'ancien breton ros « tertre, butte ». Il est d'un emploi assez fréquent dans la toponymie bretonne, où l'on note son emploi jusqu'aux marches du nord est de la Bretagne avec Roz-sur-Couesnon.
Le second élément -landrieux représente un nom de saint, dont l'identité est mal déterminée. De manière régulière, le suffixe -(i)oc a évolué en -(i)euc en ancien breton, avant chute de la consonne finale -c par apocope, évolution plutôt romane puisque le stade -ec n'est pas attesté par les formes anciennes. Cela signifie que l'on n'y parlait plus breton depuis le Moyen Âge. Ce déterminant complémentaire permet de faire la distinction d'avec Roz-sur-Couesnon qui partage sans doute la même étymologie.
Landrieux pourrait se décomposer de la manière suivante :
- Lan- qui représenterait du breton lann signifiant « lande » ou « ermitage »
- Drieux serait lié à un personnage du nom de Dréoc (le suffixe oc ayant ensuite évolué en euc avant la chute finale du c. Le i serait apparu lors du passage de « Dreoc » à « Dreeuc », on retrouve cette même évolution pour Saint Maeoc qui a évolué dans certains endroits en Saint Mayeux). La commune de Cardroc pourrait être liée à ce même personnage qu'on retrouve dans le cartulaire de Redon[27]. À Réminiac dans le Morbihan, un lieu-dit s'appelant autrefois Gardreuc dans les registres paroissiaux se nomme désormais Gardeux et un bois s'appelle aujourd'hui « le bois de landreux », anciennement bois de landreuc. Dans le cartulaire de Redon en 846, il est question également du village de Dreoc[28].

## Histoire
La paroisse de Roz-Landrieux faisait partie du doyenné de Dol relevant de l'évêché de Dol et avait pour vocable Saint-Pierre.
L'abbaye Notre-Dame du Tronchet, possédait des biens, rentes, terres, juridictions, dans la paroisse de Rozlandrieuc, dont le prieuré Saint-Pierre-et-Saint-Paul.

### La Révolution
La paroisse est érigée en commune en 1790. Le 18 floréal an II (7 mai 1794), elle absorbe la commune de Vildé-Bidon.

## Politique et administration
| Période                                  | Période   | Identité               | Étiquette | Qualité            |
| ---------------------------------------- | --------- | ---------------------- | --------- | ------------------ |
| ?                                        | mars 1977 | Jean Labbé             |           | Agriculteur        |
| mars 1977                                | mars 1989 | François Raoul         |           | Contremaître       |
| mars 1989                                | juin 1995 | François Mainsard père |           | Agriculteur        |
| juin 1995                                | mars 2001 | Louis Roupie           |           | Comptable retraité |
| mars 2001                                | mars 2014 | Léon Mordrelle         | SE        | Retraité           |
| mars 2014                                | mai 2020  | Marie-Pierre Martin    | SE        | Retraitée          |
| mai 2020                                 | En cours  | François Mainsard fils |           | Préfet retraité    |
| Les données manquantes sont à compléter. |           |                        |           |                    |

## Démographie
L'évolution du nombre d'habitants est connue à travers les recensements de la population effectués dans la commune depuis 1793. Pour les communes de moins de 10 000 habitants, une enquête de recensement portant sur toute la population est réalisée tous les cinq ans, les populations de référence des années intermédiaires étant quant à elles estimées par interpolation ou extrapolation. Pour la commune, le premier recensement exhaustif entrant dans le cadre du nouveau dispositif a été réalisé en 2007.
En 2022, la commune comptait 1 376 habitants, en évolution de +2,76 % par rapport à 2016 (Ille-et-Vilaine : +5,46 %, France hors Mayotte : +2,11 %).
Roz-Landrieux possède le plus ancien registre paroissial de Bretagne qui nous soit parvenu (1451-1529), après celui de Givry (Saône-et-Loire). Malheureusement, les inscriptions sont lacunaires et de nombreux feuillets ont disparu ; par exemple, les premières pages sont manquantes, et les premières inscriptions pourraient dater de 1446.
| 1793  | 1800  | 1806  | 1821  | 1831  | 1836  | 1841  | 1846  | 1851  |
| ----- | ----- | ----- | ----- | ----- | ----- | ----- | ----- | ----- |
| 1 121 | 1 304 | 1 279 | 1 541 | 1 592 | 1 501 | 1 507 | 1 548 | 1 627 |

| 1856  | 1861  | 1866  | 1872  | 1876  | 1881  | 1886  | 1891  | 1896  |
| ----- | ----- | ----- | ----- | ----- | ----- | ----- | ----- | ----- |
| 1 690 | 1 750 | 1 811 | 1 674 | 1 707 | 1 661 | 1 693 | 1 659 | 1 662 |

| 1901  | 1906  | 1911  | 1921  | 1926  | 1931  | 1936  | 1946  | 1954  |
| ----- | ----- | ----- | ----- | ----- | ----- | ----- | ----- | ----- |
| 1 575 | 1 517 | 1 474 | 1 280 | 1 224 | 1 164 | 1 072 | 1 025 | 1 055 |

| 1962  | 1968 | 1975 | 1982 | 1990 | 1999  | 2006  | 2007  | 2012  |
| ----- | ---- | ---- | ---- | ---- | ----- | ----- | ----- | ----- |
| 1 046 | 962  | 937  | 865  | 939  | 1 057 | 1 159 | 1 173 | 1 313 |

| 2017  | 2022  | - | - | - | - | - | - | - |
| ----- | ----- | - | - | - | - | - | - | - |
| 1 340 | 1 376 | - | - | - | - | - | - | - |

## Lieux et monuments
- Église paroissiale.
- Croix du cimetière, du XVIe siècle fut donnée par le curé au seigneur de Beaufort à Plerguer en remerciement de ses dons pour la réfection de la toiture de l'église. Elle est toujours au milieu de la cour du monastère Notre-Dame de Beaufort qui a repris le château de Beaufort.
- Manoir de la Mettrie. Manoir à salle basse sous charpente. Une cheminée occupe le centre du mur gouttereau. Une chambre latérale à demi-niveau, dotée de latrines, est située au-dessus de la cuisine[40].

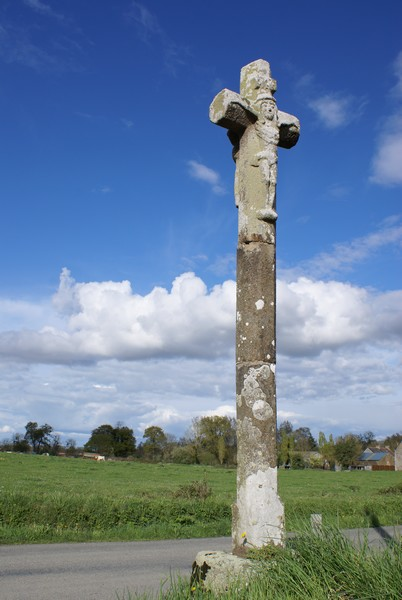
La croix de la Pimorais.